# 職事 (荘園)
職事（しきじ）とは荘官の1種で職仕・職士とも記される。

## 概要
公文・下司とともに「三職」とも称される。全ての荘園に設置されていた訳ではなく、文献上では興福寺大乗院領などに設置されていたことが確認できる。西岡虎之助の説によれば、荘民の中から専任・世襲・番役・臨時などの様々な形から選ばれ、下司の下でこれを援け、使い走りをする役目であったとする。後世において「沙汰人」と称された役職の原型であったという説もある。
なお、職事には報酬として「職事名」・「職事給」などと呼ばれる給田が支給されていた。